# Estatocisto
Los estatocistos son georreceptores de algunos invertebrados marinos de diferentes phyla. Es considerado un órgano sensorial que le provee información al organismo sobre su ubicación espacial, ya sea bocarriba o bocabajo, dado que es estimulado por la gravedad. Los estatocistos son un órgano sensorial que proporciona orientación con respecto a la gravedad, y se ubica en una pequeña vesícula en el margen de la campana de una hidromedusa.
En otras palabras, son fosas o vesículas epidérmicas localizadas en la base velar del borde subumbrelar y caracterizado por la presencia de células especiales, cada uno de los cuales contiene una concreción redonda móvil: el estatolito, compuesto de material orgánico y carbonato de calcio.   
Los estatocistos son órganos de equilibrio de dos tipos de acuerdo con el origen ectodérmico y endodérmico. Los estatocistos ectodérmicos son pequeñas cavidades en el velo abiertas o cerradas denominadas vesículas unidas al margen umbrelar. Los estatocistos endodérmicos son estructuras sensoriales en forma de clava que crecen hacia afuera del margen umbrelar y están formados por un eje de células del conducto circular y cubierto por células ectodérmicas.  
Los estatocistos u órganos del equilibrio de ciertas especies ayudan a mantener la orientación adecuada de la campana. Casi todas poseen tentáculos que utilizan para capturar sus presas zooplanctónicas como copépodos y otros crustáceos pequeños, ctenóforos, otras hidromedusas, apendicularias, varias larvas de invertebrados y huevos y larvas de peces (Mills, 1999).
También están los estatolitos (statoliths). Son piedras calcáreas que se encuentran dentro de los estatocistos. Hay sedas sensoriales que sirven para la percepción del movimiento o el cambio de posición de la medusa.

## Funcionamiento
En general los estatocistos son una recámara dentro del organismo llena de líquido. En la parte interior de la recámara está forrada con células nerviosas.  
Cuando un lado de la umbrela se levanta, los estatocistos de dicho lado se estimulan e inhiben la contracción de los músculos más cercanos, y mientras tanto la medusa sigue contrayendo los músculos del lado opuesto.  
En el momento en que una medusa se inclina más de la cuenta, la piedrecilla (estatolito) roza debido a la acción de la gravedad y las sensibles paredes del estatocisto generan una respuesta correctora que devuelve a la medusa a la posición vertical.  
Hay evidencias de que algunas especies perciben por adelantado la aproximación de la presa mediante la recepción de las vibraciones del agua, recibidas por los estatocistos del margen umbrelar. Esto les proporciona una ventaja y efectividad alimenticia. 
A los estatocistos podemos considerarlos como los precursores del equilibrio residente en el oído y en animales más derivados, por ejemplo, los vertebrados.

## Ubicación taxonómica

### Phylum Cnidaria
Los estatocistos se encuentran por primera vez en el árbol taxonómico en el phylum Cnidaria, únicamente están presentes en las medusas verdaderas, orden hydromedusae y clases scyphozoa y cubozoa.     
Las medusas al ser móviles -a diferencia de los pólipos (clase hydrozoa)- tienen un sistema nervioso más complejo, sobre todo en las medusas más derivadas (clase cubozoa), al igual que órganos de los sentidos más desarrollados, esto porque pasaron de una vida sésil en donde el sistema nervioso es en plexo, a una vida pelágica en donde se deben mover constantemente. Es así, como parte de los órganos sensoriales están los estatocistos.   
El sistema nervioso en las medusas consta de una red nerviosa elemental que incluye a dos primigenios órganos sensoriales: el estatolito, que consiste en una piedrecilla de sales de calcio que flota en el centro de una esfera sensorial incluida en el cuerpo del animal, llamada estatocisto. Este órgano sensorial, junto con todos los demás existentes como los ocelos, forma parte del sistema neurosensorial de una medusa.   
Fisiológicamente, los estatocistos se encuentran en los ropalios o ropalias de las medusas. Los ropalios o ropalias son centros sensoriales en forma de pequeños tentáculos en el que hay una concentración de neuronas epidérmicas, un par de fosetas quimiorreceptoras, un estatocisto y, en algunos casos, un ocelo (órganos especializados para la percepción luminosa, también llamados, manchas oculares). Se ubican en el plexo epidérmico de la umbrela. A partir de aquí se inervan los tentáculos, los músculos y los órganos sensoriales como los estatocistos.  
Las ropalias o ropalios es un órgano sensorial marginal de los escifozoos que tiene forma de mazo y donde hay concentrados receptores sensoriales. Se encuentra en estructuras conocidas como nichos ropaliares.
Generalmente los estatocistos se ubican en la terminación de los tentáculos de las medusas, los cuales se sitúan alrededor de la umbrela. Tienen forma de copa o de vesícula cerrada, y en su interior hay un estatolito calcáreo cercano a los cilios sensoriales.  
La umbrela es el cuerpo acampanado, o en forma de disco, de la medusa, excluyendo las estructuras que se extienden desde el margen (tentáculos).
El margen umbrelar es sede de otras estructuras de función sensitiva, tales como los tentáculos secundarios, los bulbos marginales, los cirri, los ocelos, los cordyli y los estatocistos.

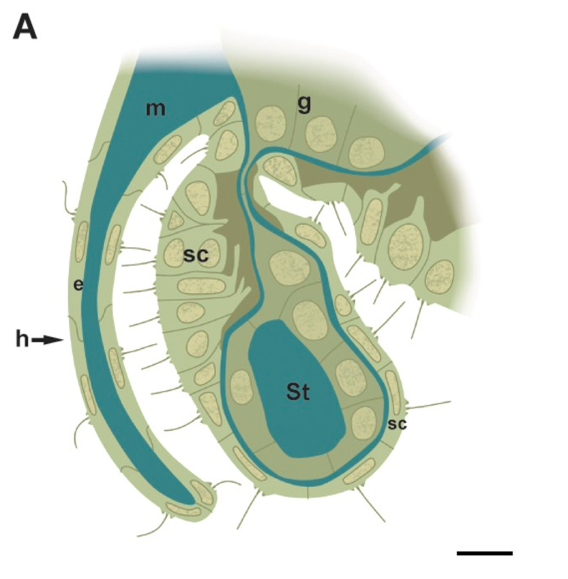
Diagrama de una sección longitudinal a través del ropalio/ropalia de una medusa Scyphozoa.

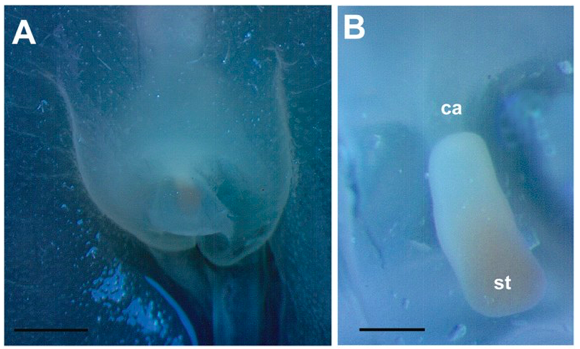
A) El ropalio/ropalia cubierto por el capuchón, el cual es visible en su posición normal en el margen de la campana de la medusa.
B) El capuchón se ha removido y la microfotografía muestra el ropalio fijo y completo.

Al igual que la exumbrela, que es la superficie superior o aboral de la campana y la subumbrela es la superficie oral.
Estatorhabdos: tentáculos sensorios cortos, dilatados en el extremo, provistos de un estatocisto con uno o varios estatolitos.
Rhopalia: (también llamado cuerpo marginal) es la unión de un estatorhabdo, una foseta olfativa, un lóbulo olfativo y un ganglio nervioso en la base.
Es importante aclarar que no en todos los cnidarios hay estatocistos, e incluso no en todas las medusas hay presencia de estos órganos sensoriales. Por ejemplo, en las medusas del suborden Anthomedusae, donde no hay presencia de estatocistos, o las medusas del orden Limnomedusae donde en todas las especies hay presencia de estatocistos. También puede variar el número de estatocistos presentes en cada familia, género, incluso especie..
El número de estatocistos en cada ejemplar puede variar, por ejemplo, en las medusas de la especie Clytia hemisphaerica puede haber de 1 a 2 estatocistos, por el contrario, en las medusas de la especie Obelia sp puede haber de 5 a 10 estatocistos.   
También, puede haber estatocistos abiertos o cerrados. Igualmente, puede variar el área donde se localizan, en algunas especies puede estar en el lóbulo marginal, en las terminaciones de los tentáculos, bulbos continuos o conductos radiales.   
Si se lleva a cabo una observación directa de una medusa, o se la observa en un laboratorio, los estatocistos pueden ser vistos como pequeñas vesículas transparentes.  
En algunas escifomedusas y en las cubomedusas se concentran en unas estructuras denominadas ropalias, situadas en el borde de la umbrela.  
Los estatocistos, a diferencia de todos los otros órganos sensoriales que son unicelulares, son multicelulares.   

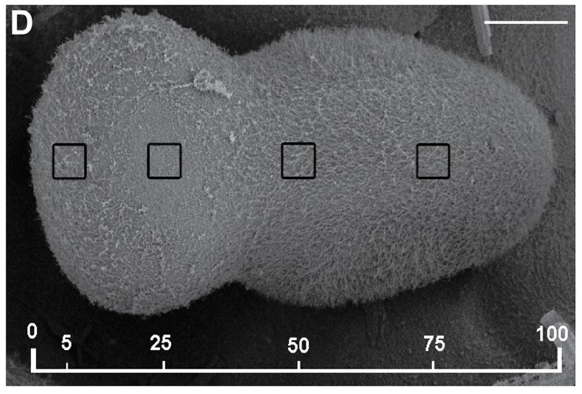
Conjunto de células ciliadas que muestran una ubicación especial en el ropalio/roplaia de C. tuberculata. Se tomaron muestras en cuatro ubicaciones predeterminadas de la medusa dentro del ropalio.

Cuando aumenta la complejidad del animal, por ejemplo, en las medusas de la clase Cubozoa, el sistema nervioso se va diferenciando y aparecen receptores más precisos, y por ende, el sistema nervioso tiene una mayor capacidad de integración.   
Las neuronas en un ropalio forman varias poblaciones que son distintas morfológica y molecularmente, algunas de las cuales están interconectadas a través de comisuras, lo que exhibe localmente una organización simétrica bilateral. La mayoría de los escifozoos tienen ocho o más roplaios cuyo número suele ser múltiplo de cuatro, y se encuentran alrededor del margen de la campana.
Los estatocistos cambian dependiendo de la medusa, por ejemplo, en la clase cubozoa y scyphozoa:  

#### Clase cubozoa
Las medusas pertenecientes a este grupo poseen una umbrela en forma cúbica, con el margen de la umbrela sin lóbulos. Presentan velario. Los tentáculos son insertados en proyecciones de la umbrela, en forma de espátula, denominadas pedalios. Un canal nervioso conecta todos los 4 ropalia; los cuales se encuentran ubicados a los lados de la exumbrela.

#### Clase Scyphozoa
Poseen una umbrela circular, con el margen umbrelar lobulado y sin velario. Los tentáculos están directamente insertados en la umbrela. En la mayoría de las especies, los ropalia se localizan en el margen de la umbrela y están rodeados por un par de lóbulos, denominados lóbulos ropaliares.

## Composición química
La composición química de los estatolitos es hemihidrato de sulfato cálcico de bassanita, la cristalografía y la morfología de dichos cristales pequeños contenidos en los estatocistos se han examinado en algunas especies de medusas de la clase Scyphozoa. Sus características diferenciales se utilizaron para la identificación de las relaciones taxonómicas de las medusas y llevaron al desarrollo de un método de determinación de la edad para las medusas.
Los estatocistos son sacos que se abren al exterior. Dentro del saco hay un estatolito, compuesto de finos granos de arena cementados entre sí por las secreciones de la pared del estatocisto.

## Pólipos
Las estructuras sensoriales en los pólipos son escasas, ya que durante su ciclo de vida son mayormente sésiles esto ocurre en la superficie del cuerpo tienen pequeñas prolongaciones sensoriales filiformes que actúan como mecanorreceptores y posiblemente como quimiorreceptores. La mayor parte de los pólipos presentan sensibilidad a la luz (recientemente se ha descubierto que los orígenes de la visión en animales se encuentran en el phylum Cnidaria, concretamente en una especie del género Hydra, en ella se han observado genes para la recepción de la luz, conocidos como genes de las opsinas).  

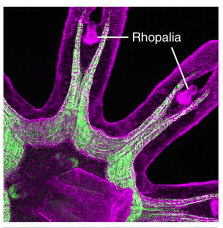
Sistema neuromuscular de Aurelia sp (Scyphozoa), la efira fue teñida con faloidina (verde) y anticuerpos contra la tubulina tirosinada (magenta).

### Phylum Ctenophora
Los ctenóforos son organismos pelágicos que hacen parte del zooplancton del océano que se caracterizan por tener ocho peines (ctenes) ciliados en su interior y que tienden a encontrarse en posición vertical con su eje longitudinal oral-laboral paralelo a la dirección de la gravedad, ya sea con su extremo oral hacia arriba o hacia abajo. Esto se debe a que sus estatocistos utilizan esta fuerza como punto de referencia para mantener su equilibrio y detectar cambios en el (inclinaciones).  
Los estatocistos se encuentran en el polo aboral, en el órgano apical. A los estatocists que presentan estos organismos se les refiere como estatolitos (griego:stαsis(=standing still, state), lithos(=stone) ) y están compuestos por un agregado de células vivientes, llamadas litocitos. Cada una de estas células está compuesta por un sedimento calcáreo unido a la membrana y rodeado por anillo o margen de citoplasma y el núcleo. Los estatolitos yacen sobre los extremos de cuatro balancines, (órgano derivado de acumulaciones de cilios en forma de hoz) cada uno localizado en un cuadrante del cuerpo, abarcando entre 150 y 200 cilios mecanorreactivos. Estos son motiles y funcionan como marcapasos para las pulsaciones que generan el cambio de dirección, orientación.
Cuando los ctenóforos se inclinan o cambian de orientación el estatolito se mueve presionando uno de los balancines y aumentando la frecuencia que este transmite a los surcos que están unidos a los peines que generan el movimiento. La frecuencia con la que se mueve los balancines depende de la inclinación del organismo y de cuanto se dobla por la presión ejerce la carga gravitacional del estatolito. Cuando rotan para nadar con la boca hacia arriba (geotaxis negativa) los ciliosinferiores se mueven con una mayor frecuencia que los superiores, el efecto contrario ocurre cuando el animal rota para nadar con su lado oral hacia abajo (geotaxis positiva).

### Phylum Platyhelminthes[7]
Los estatocistos en los Platelmintos es uno de los órganos sensoriales más importantes y visibles de los gusanos planos. Se encuentran en diversos organismos pertenecientes a este phylum. En todos los Platelmintos con estatocistos este se encuentra ubicado en posición pericerebral o intracerebral.  

#### Catenullida
El estatocisto se encuentra en posición postcerebral, como una cápsula. Contiene células parietales y tienen desde 1 a 6 estatolitos. Los estatolitos móviles pueden entrar en contacto con las células parietales en diversas regiones (del Estatocisto). La cápsula tiene dos entradas en la parte ventral. Allí extensiones citoplasmáticas de nervios exteriores penetran la cápsula y entran en contacto con las células parietales.    

#### Nemertodermatida
El estatocisto se encuentra en posición intracerebral con diversas cantidades de células parietales con sus núcleos en la parte ventral de la cápsula. Una de estas células se extiende y divide el estatocisto en dos recámaras, derecha e izquierda. Cada una de las recámaras contiene un estatolito dentro de la vacuola de un gran litocito (célula que contienen el estatolito). La pared del estatocisto no contiene entradas de neuronas exteriores.

#### Proseriata
Dentro de este taxón el estotocisto no siempre está presente, cuando sí lo está se encuentra en la posición ventro-anterior del cerebro. La cápsula encierra tres tipos de células, dependiendo de su estructura y posición. Las células parietales contienen núcleos aplanados y la cantidad de células no siempre es constante. El litocito (célula que contiene el estatolito) se encuentra en el centro del estatocisto. El último tipo de células presentes son células complementarias dispuestas bilateralmente en las paredes anteriores del estatocisto (la cantidad de estas células varía en cada organismo). La cápsula sí contienen entradas de neuronas exteriores.

#### Acoela
En general, los estocistos en los Acoelos se encuentra en posición intracerebral. Cada uno contiene tres células: dos células parietales y un litocito (célula que contiene el estatolito). El estatocisto también se encuentra penetrado por neuronas exteriores.  

#### Xenoturbellida
Dentro de estos organismos, el estatocisto está ubicado en el extremo anterior. Se encuentra envuelto por la epidermis y un sistema nervioso basal bien desarrollado. Dentro de la cápsula hay células parietales usualmente en la parte ventro-posterior.

### Phylum Crustacea
Originalmente Hense (1863) creyó que los estatocistos de los crustáceos desarrollaban el rol de la escucha, por lo que los denominó Otocistos. Sin embargo, la función que llevaba a cabo la estructura en los crustáceos fue aclarada por primera vez por Delage (1887), quien observó que eliminar el Otocisto en “Mysis y varios otros decápodos causaba “desorientación locomotriz”.” Años más tarde Kreidl (1893) hizo un experimento con Palaemonetes en el que reemplazó los granos de arena dentro de los Otocistos por partículas de hierro. Al hacer esto, Kreidl descubrió que podía manipular la orientación espacial del camarón con un imán. Así pues, se concluyó que los Otocistos tenían la función del equilibrio del organismo y se cambió el nombre por Estatocistos. Los Estatocistos, dado que están compuestos por agrupamientos de mecanorreceptores, funcionan también como estabilizadores del cuerpo o partes del cuerpo de los crustáceos, por ejemplo, los ojos, apéndices, antenas, o la cabeza al llevar a cabo la locomoción.
Los estatocistos se encuentran en casi todos los Malacostracos, pueden estar presentes en algunos Copépodos, y están presentes en Anaspidacea, Amphipoda, Isopoda, Mysidacea y Decapoda. Recientemente se ha evidenciado que las vellosidades de los Estatocistos en los Brachyura funcionan como detectores de presión hidrostática.
El estatocisto en el cangrejo de río (Crayfish) están ubicados en el primer par de antenas. Es una recámara membranosa formada por la invaginación de la cutícula dorsal del segmento basal antenular. La apertura del estatocisto está cubierta por vellosidades nano-sensoriales, mientras que vellosidades mecano-sensoriales recubren, en forma de media luna, la parte inferior. El estatolito es compuesto por gránulos de arena que se toma del exterior, se cementan por secreciones de la pared del estatocisto y se mantienen ubicado en las vellosidades sensoriales. Cuando es organismo se encuentra erguido los estatocistos de ambos lados, derecho e izquierdo, se contra restan y el animal no se inclina hacia ningún lado. Sin embargo, cuando el organismo se inclina de su posición erguida hacia la derecha, el estatolito del lado izquierdo ejerce una fuerza gravitacional en las vellosidades mecano-sensoriales para que de esta forma las neuronas bipolares receptoras se conecten con las vellosidades y sean excitadas. El estatocisto del lado derecho no ejerce la fuerza gravitacional y por tanto el animal se inclina hacia la izquierda, equilibrándose. Si ambos estatocistos ejercen fuerza y ambos envían impulsos cerebrales, el cangrejo se inclina para donde sienta mayor estímulo. Los estatocistos también tienen vellosidades que no entran en contacto con el estatolito, porque su función es mantener el equilibrio en la locomoción. Por ende, son estimulados por el movimiento del líquido de la recámara.
Estudios del comportamiento han evidenciado las funciones del estatocisto y sus interacciones con otros órganos sensoriales en el control de la postura de los cangrejos de río y otros decápodos. Además, funciones específicas de los estatocistos en los macruros son: la capacidad de un solo estatocisto de controlar la postura de los apéndices en su ángulo rotacional, suma de estímulos recibidos de estotocistos bilaterales, compensación central motora en tal caso que se pierda un estatocisto de un lado del organismo, e interacción inhibidora mutua entre el estatocisto y otros estímulos sensoriales.